# Samalkota
Samalkota é uma cidade e um município no distrito de East Godavari, no estado indiano de Andhra Pradesh.

## Demografia
Segundo o censo de 2001, Samalkota tinha uma população de 53 402 habitantes. Os indivíduos do sexo masculino constituem 50% da população e os do sexo feminino 50%. Samalkota tem uma taxa de literacia de 60%, superior à média nacional de 59,5%: a literacia no sexo masculino é de 65% e no sexo feminino é de 56%. Em Samalkota, 11% da população está abaixo dos 6 anos de idade.